# William Gregory Lee
William Gregory Lee (Virginia Beach, Virginia, Estados Unidos, 24 de enero de 1973) es un actor estadounidense.
Su primer papel fue como Virgil en Xena: la princesa guerrera. Es conocido por su papel como Zack en la serie Dark Angel.
Lee ha aparecido en una serie de otros papeles, incluyendo Wolves of Wall Street y su papel recurrente como "Ambrosius Vallin" en la serie Dante's Cove.
También ha aparecido en la película Beauty and the Beast de 2005.

## Filmografía
- Father (1996)
- A Kiss So Deadly (1996)
- Anything Once (1997)
- Beverly Hills, 90210 (1997)
- Wind on Water (1998)
- Clueless (1999)
- Brutally Norman (2000)
- Xena: Warrior Princess (2000–2001)
- Baywatch (2001)
- V.I.P. (2001)
- Dark Angel (2001)
- Wheelmen (2002)
- Fits and Starts (2002)
- Wolves of Wall Street (2002)

- Run of the House (2003)
- JAG (2002–2003)
- In Enemy Hands (2004)
- Cruel Intentions 3 (2004)
- Nip/Tuck (2004)
- Beauty and the Beast (2005)
- Sam's Lake (2005)
- Hell to Pay (2005)
- The Cabinet of Dr. Caligari (2005)
- NCIS (2005)
- Las Vegas (2006)
- Tripping Forward (2006)
- Dante's Cove (2005–Present)
- Mexican Sunrise (2006)
- Dismal (2007)